# Saint-Julien-Beychevelle
Saint-Julien-Beychevelle è un comune francese di 689 abitanti situato nel dipartimento della Gironda nella regione della Nuova Aquitania.

## Società

### Evoluzione demografica
Abitanti censiti

## Amministrazione

### Gemellaggi
- Gaiole in Chianti, Italia, dal 1979